# Le Castellard-Melan

Le Chaffaut-Saint-Jurson este o comună în departamentul Alpes-de-Haute-Provence din sud-estul Franței. În 1 ianuarie 2022 avea o populație de 62 de locuitori.